# Robert Król
Robert Król (ur. 19 kwietnia 1981 w Jaśle) – polski poeta współczesny.

## Życiorys
Ukończył polonistykę i podyplomowo Public relations na UJ, mieszka w Krakowie. Debiutował w 2002 tomem Gatunki śniegu, wydanym przez wydawnictwo Ha!art, była to nagroda główna II edycji konkursu im. Stanisława Czycza. W 2004 maszynopisem zbioru Lida wygrał konkurs na książkę poetycką po debiucie w ramach Tyskiej Zimy Poetyckiej. W 2005 opublikował Habitat, wiosną 2009 Pamięć podręczną (oba tomy nakładem krakowskiej Korporacji Ha!art), w 2010 Czternastki, w 2014 O wchodzeniu w ogień (oba tomy nakładem Wojewódzkiej Biblioteki Publicznej i Centrum Animacji Kultury w Poznaniu). W grudniu 2018 we własnej oficynie wydawniczej Ówże opublikował poemat Polka. Wiersze ogłaszał m.in. w Gazecie Wyborczej, Arkadii, Ha!arcie, Kartkach, Kursywie, Lite Racjach, Ricie Baum oraz Toposie.
Jest laureatem wielu konkursów literackich, m.in. o laur Czerwonej Róży w Gdańsku, im. Rafała Wojaczka w Mikołowie, im. Stanisława Czycza w Krakowie, im. Haliny Poświatowskiej w Częstochowie], im. Marii Pawlikowskiej-Jasnorzewskiej w Katowicach. Jego wiersze tłumaczono na chorwacki, niemiecki oraz angielski. W 2005 TVP Kultura zrealizowała klip do wiersza Nie dla Karoliny. Twórczość poety omawiał m.in. Karol Maliszewski w książce krytyczno-literackiej Po debiucie (Biuro Literackie, Wrocław 2008). Nominowany do Nagrody im. Wisławy Szymborskiej za tom Polka w 2019.

## Książki
- Gatunki śniegu Kolekcja Ha!art, 2003
- Lida Biblioteka Tyskiej Zimy Poetyckiej, 2004
- Habitat Korporacja Ha!art, 2005
- Pamięć podręczna Korporacja Ha!art, 2009
- Czternastki Wojewódzka Biblioteka Publiczna i Centrum Animacji Kultury, 2010
- O wchodzeniu w ogień Wojewódzka Biblioteka Publiczna i Centrum Animacji Kultury, 2014
- Polka Mikrooficyna Ówże, 2018
- Dixieland Mikrooficyna Ówże, 2021